# Antena de Oro 1996
La XXIV Edició dels Premis Antena de Oro, concedits en 1996 encara que corresponents a 1995 es va celebrar el 25 de febrer de 1996 i els guardonats van ser els següents:

## Televisió
- Jesús Hermida, per Con Hermida y compañía.
- Victoria Prego, per La Transición.
- Fernando González Delgado, per Telediario.
- Alfredo Amestoy, per «Este país necesita un repaso»
- Gabriel Mesa, d'Antena 3 a Tenerife
- Esteban Durán, de TVE a Catalunya

## Ràdio
- Antonio Herrero, per El primero de la mañana (COPE)
- María Jesús Alvarez (RNE)
- Carlos Alsina, per La voz de la mañana (La Voz)
- Roberto Martín, per Un mundo sin barreras (Onca Cero)
- José Antonio Abellán Hernández per La jungla (Cadena 100)
- Carrusel Deportivo.

## Extraordinaris
- Luis María Anson.
- Jorge del Corral (director de informativos de Antena 3),
- Alfonso Cavallé (vicepresidente de la Asociación Española de Radiodifusión Comercial)
- Ricardo Londoño (presidente de Radio Cadena Nacional de Colombia).